# Papa (film, 2005)
Pour les articles homonymes, voir Papa.
Pour plus de détails, voir Fiche technique et Distribution.
Papa est un film français de Maurice Barthélemy sorti en 2005.

## Synopsis
Un père rejoint la Provence en voiture avec son fils, Louis. Ce road-movie, empreint d'un souvenir douloureux[Lequel ?], les rapproche très fortement.

## Fiche technique
- Titre : Papa
- Réalisation : Maurice Barthélemy
- Scénario : Maurice Barthélemy
- Musique : Philippe Morino
- Montage : Fabrice Rouaud
- Photographie : Laurent Machuel
- Costumes : Anne Schotte
- Décors : Franck Schwarz
- Producteur : Philippe Rousselet
  - Producteur associé : Étienne Comar
- Production : Les Films de la Suane, Gaumont, Canal+ et TPS Cinéma
- Distribution : Gaumont Columbia Tristar Films
- Pays d'origine :  France
- Durée : 80 minutes
- Genre : comédie dramatique
- Dates de sortie :
  - France : 1er juin 2005
  - Belgique : 8 juin 2005

## Distribution
- Alain Chabat : Papa
- Martin Combes : Louis
- Yaël Abecassis : Léa
- Judith Godrèche : Maman
- Anne Benoît : Tata Martine
- Michel Scourneau : Tonton Yves
- Pierre Richards : le garagiste
- Valérie Moreau : la caissière station-essence
- Bernard Gourdon : doublure Alain Chabat
- Florence Muller : la réceptionniste hôtel
- Marie Denarnaud : la serveuse déguisée en alsacienne
- Carla Okros : la petite Louise
- Alain Dzukam Simo : le caissier
- Jenny Bellay : la dame station-service
- Patrick Bordier : le monsieur péage
- Jean-Claude Baudracco : le réceptionniste hôtel
- Maxime Lacaze : Doublure de Martin Combes
- Maurice Barthélemy : Un client au début du film dans la station service (caméo)

## Bande originale
- Antisocial du groupe Trust
- Jésus est né en Provence dans sa version originale de 1973 interprétée par Robert Miras et dans la version reprise par Les Kitchs. La chanson est fredonnée à plusieurs moments du film
- Soleil d'Hiver du groupe Niagara (générique de fin)